# João Dourado
João Dourado este un oraș în statul Bahia (BA) din Brazilia.